# Rue de la Ferronnerie
La rue de la Ferronnerie est une rue ancienne du 1er arrondissement de Paris (France) dans le quartier des Halles.

## Situation et accès
Cette rue fait partie du 1er arrondissement, quartier des Halles et commence au 41, rue Saint-Denis et, en raison des réorganisations des abords des Halles et du percement de la rue des Halles, elle finit désormais aux 2-2 bis, rue de la Lingerie.
La voie est desservie par les lignes 1, 4, 7, 11 et 14 à la station Châtelet et par les lignes de RER A, B et D à la gare de Châtelet - Les Halles.
Accès : par no 10, Sainte-Opportune ; depuis 2015, par no 1 Marguerite de Navarre (d'abord nommée sortie Saint-Honoré).

## Origine du nom
Saint-Louis ayant permis à de pauvres ferronniers d'occuper les places le long du charnier des Innocents, cette rue fut nommée « rue de la Ferronnerie ».

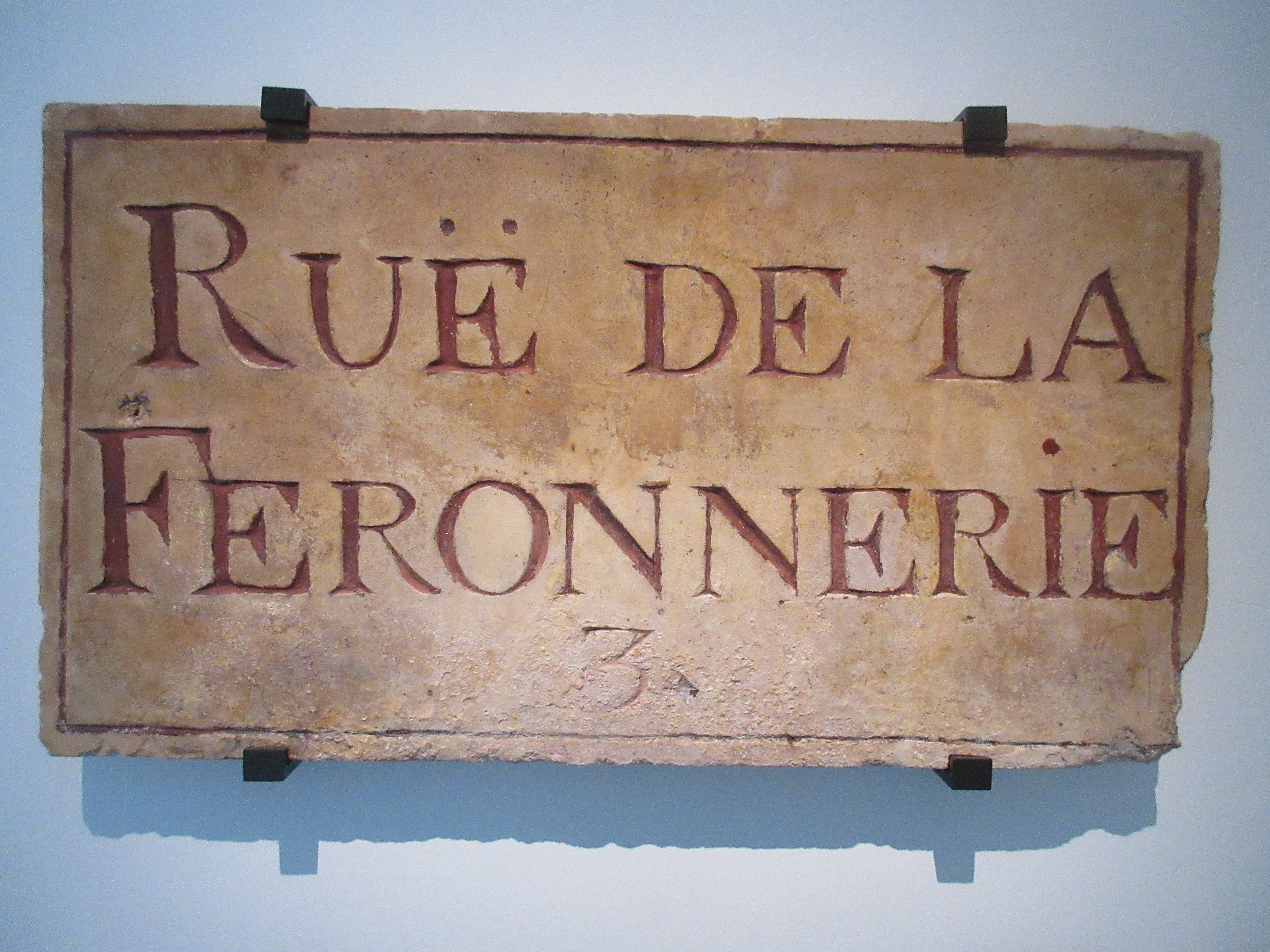
Plaque datée du XVIIIe siècle. La rue est alors située dans le 3e quartier de Paris. Plaque en pierre de liais gravée. Musée Carnavalet.
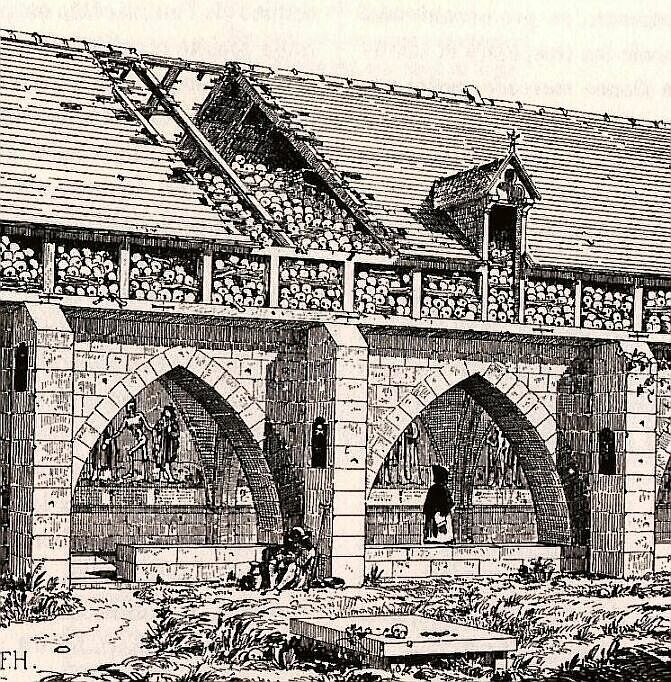
Le « charnier des Lingères » était parallèle à la rue de la Ferronnerie.

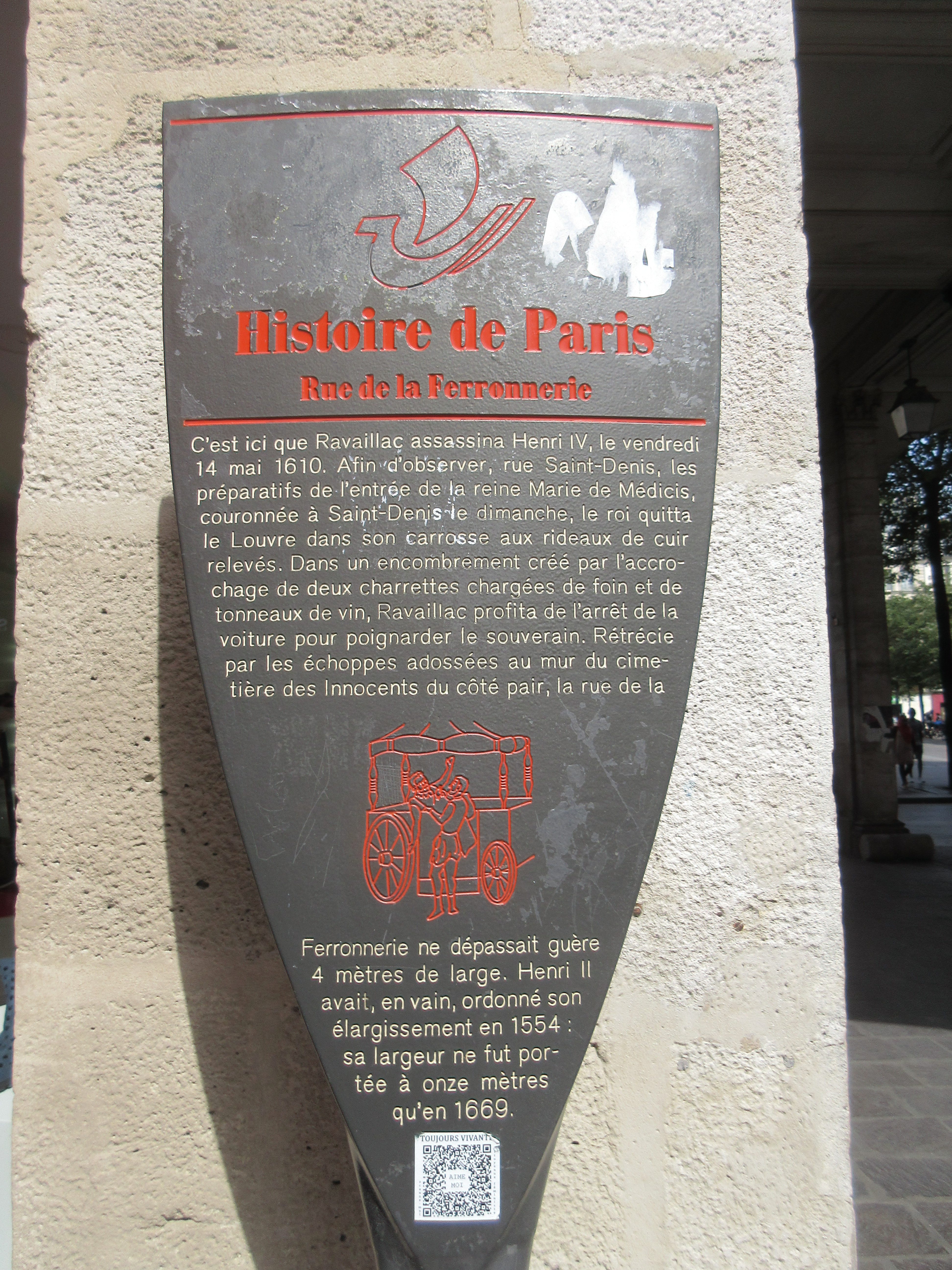
Panneau Histoire de Paris
« Rue de la Ferronnerie ».

## Historique
Initialement, la rue s'appelait la « rue des Charrons » ou « rue de la Charonnerie » en raison du fait qu'elle était habitée par des charrons. En 1229, avec l'autorisation de Saint Louis, les ferronniers s'installent rue des Charrons et une partie de la rue prend son nom actuel de « rue de la Ferronnerie ».
C'est pourquoi cette voie est citée dans Le Dit des rues de Paris, de Guillot de Paris, sous la forme « rue de la Charonnerie » pour une partie et « rue de la Feronnerie » pour l'autre partie. Les deux rues prirent par la suite la même appellation.
Elle était fort étroite (4 mètres) et embarrassée lorsque le 14 mai 1610 Henri IV y fut assassiné par François Ravaillac, en face du n°11, à 4 heures du soir, alors que le roi se rendait à l'Arsenal visiter Sully qui était souffrant. Une plaque au sol marque le lieu de l'assassinat, caractérisée par les emblèmes du roi de France (trois fleurs de lys) et du roi de Navarre (chaînes d'or posées en orle, en croix  et en sautoir).
Elle est citée sous le nom de « rue de la Ferronnerie » dans un manuscrit de 1636.
En 1642, la rue de la Ferronnerie compte sept fondeurs, trois marchands de fer, un plombier et dix quincailliers.
En 1669, le roi Louis XIV ordonne que la rue soit élargie à 11 mètres et redressée ; les maisons adossées au cimetière des Innocents sont alors rasées pour construire un long bâtiment percé de deux portiques à chaque extrémité de la rue permettant l'accès au cimetière. Les terres enlevées du cimetière des Innocents furent transférées au cimetière Saint-Nicolas-des-Champs.
Après l'élargissement de la rue, un propriétaire plaça sur la façade de sa maison le buste du roi Henri IV et fit graver en dessous le distique suivant :
« Henrici magni recreat proesentia cives,
Quos illi oeterno foedere junxit amor »

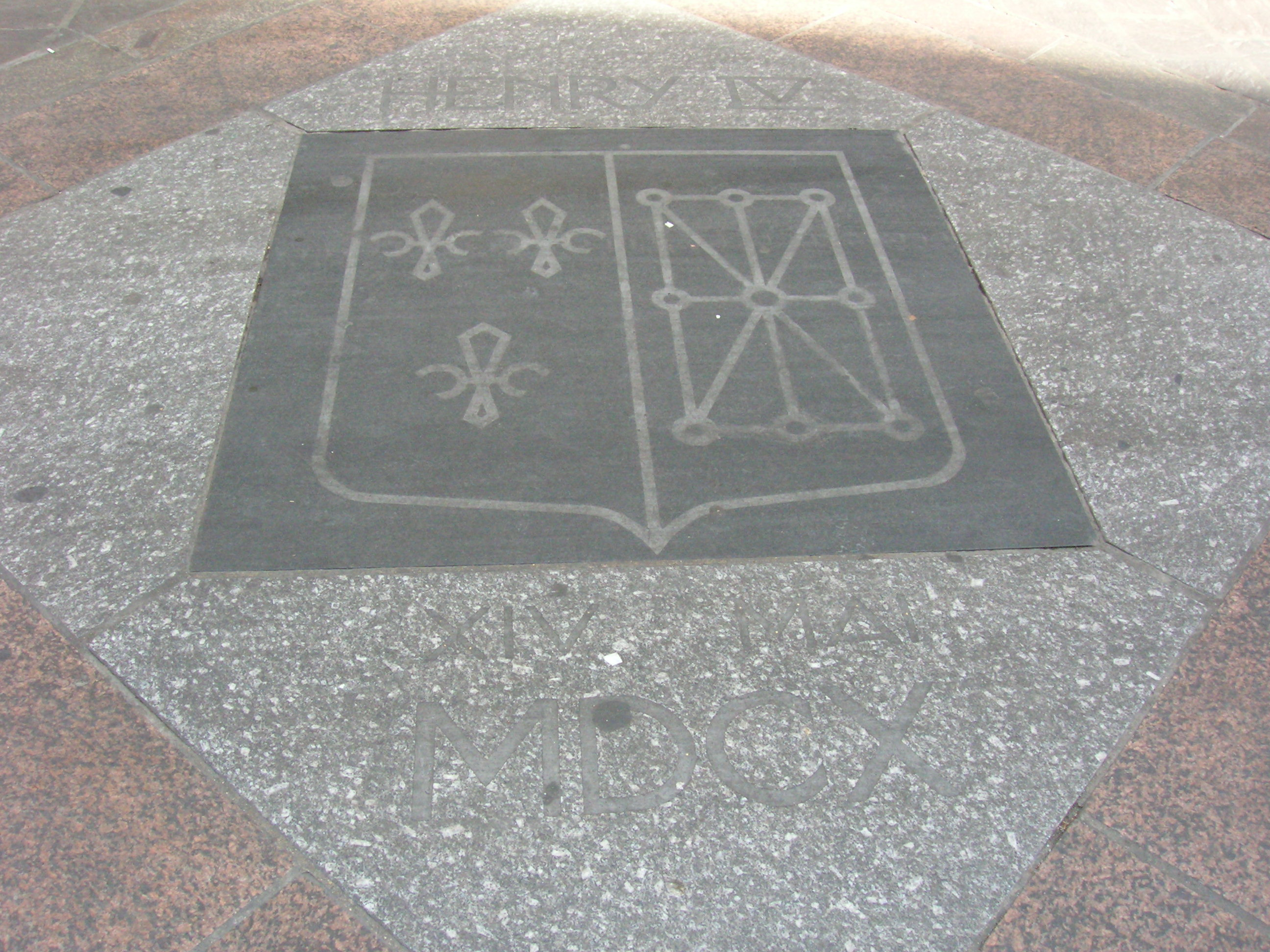
Plaque marquant le lieu de l'assassinat d'Henri IV.
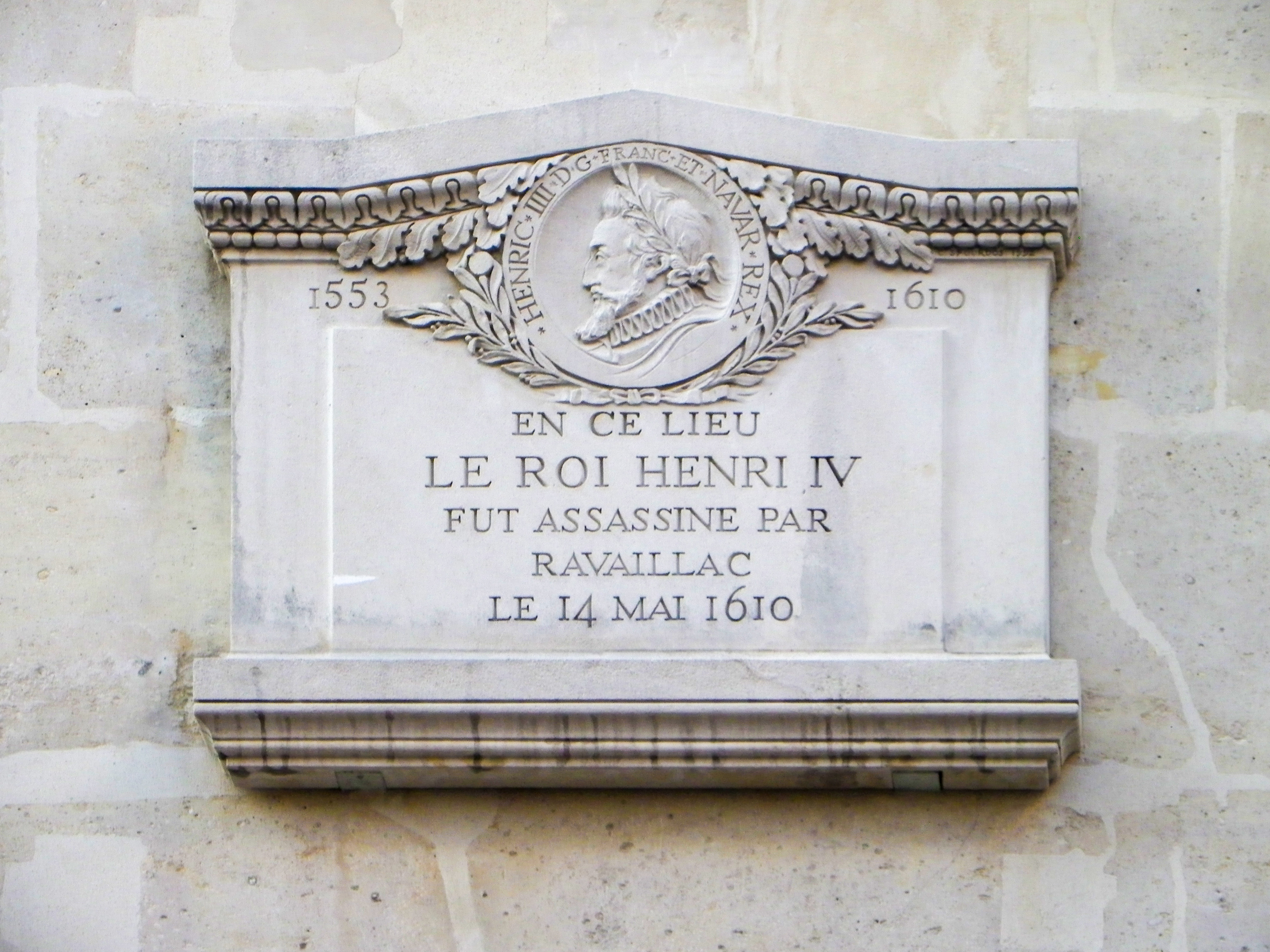
Plaque murale rappelant le même événement.
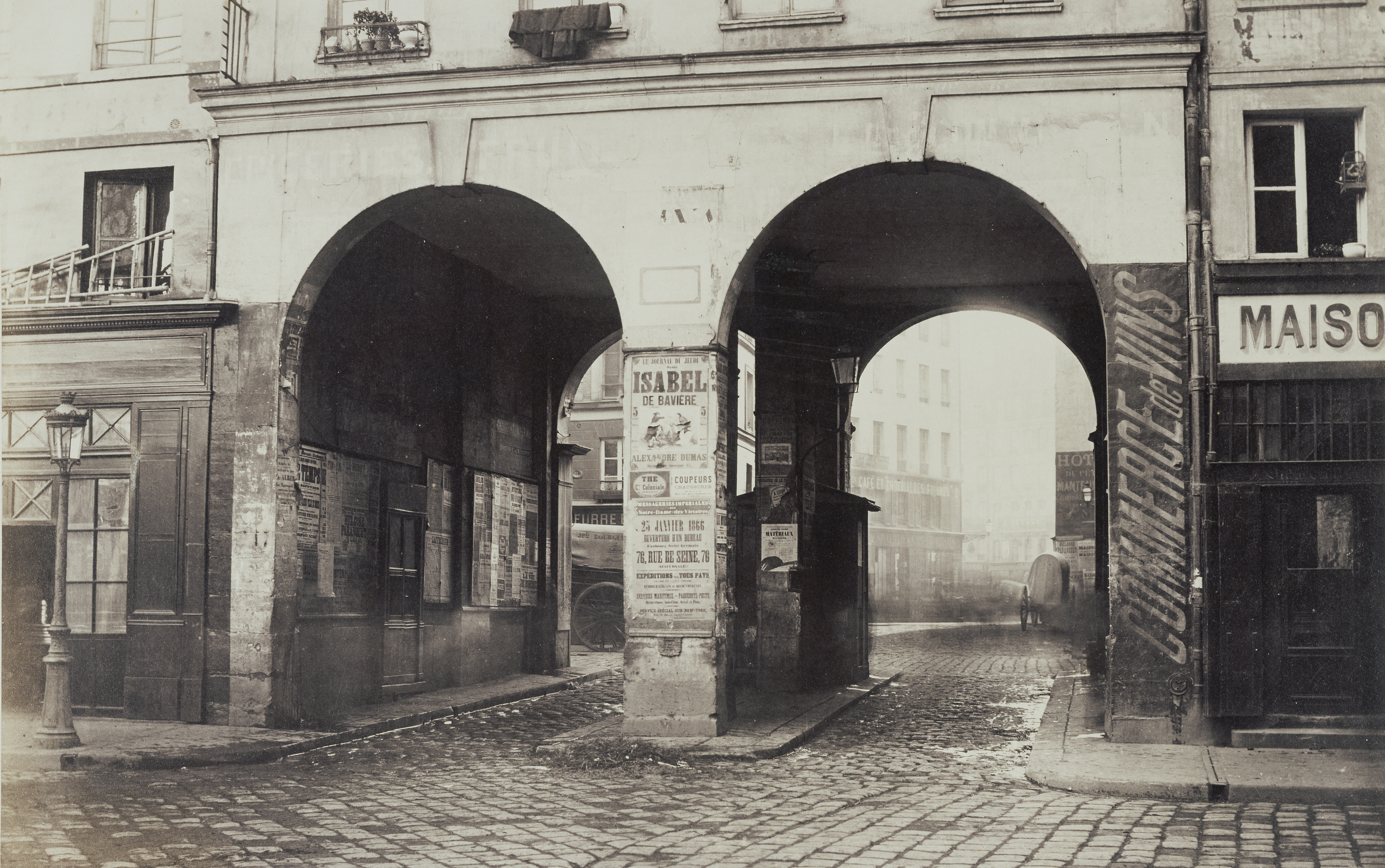
Les Deux-Portes, en 1865 (Charles Marville).

Dans les années 1750 y est située la boutique À la toilette, où travailla la future Madame du Barry.
En 1817, cette rue commençait aux 87-89, rue Saint-Denis et finissait aux 1-2, rue de la Lingerie, aux 19-20, rue des Déchargeurs et aux 1-2, rue Saint-Honoré qui était en continuité. Elle était située dans l'ancien 4e arrondissement, quartier des Marchés.
À cette époque, les numéros de la rue étaient rouges. Le dernier numéro impair était le no 39 et le dernier numéro pair était le no 14.

## Bâtiments remarquables et lieux de mémoire
- Un des immeubles d'habitation anciens les plus longs de Paris est le 2-4-6-8-10-12-14, rue de la Ferronnerie[11], construit entre 1669 et 1678.
- No 4 : en face de ce numéro fut localisé le lieu de l'assassinat d'Henri IV dont l'événement est commémoré par une plaque[12] et le restaurant Au Cœur couronné situé au no 6 est également un souvenir.
- Jeanne Bécu travailla dans cette rue comme trottin chez le marchand d'articles de mode Claude Labille, le père d'Adélaïde Labille-Guiard, avant de devenir la comtesse du Barry.
- Marie-Louise O'Murphy travailla également dans cette rue comme trottin chez un autre marchand d'articles de mode, avant de devenir le modèle de François Boucher et la maîtresse de Louis XV.

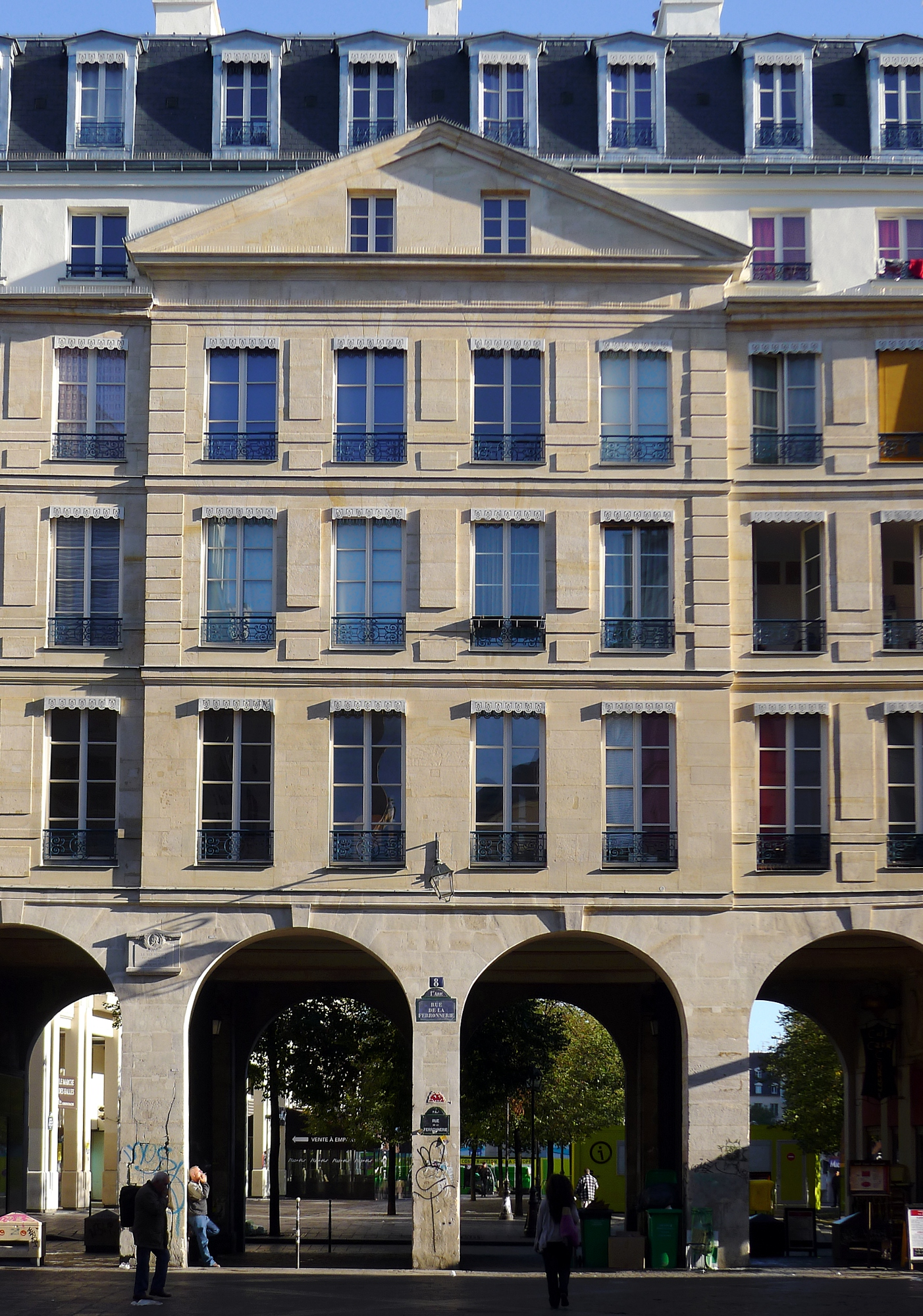
Le no 8, rue de la Ferronnerie.
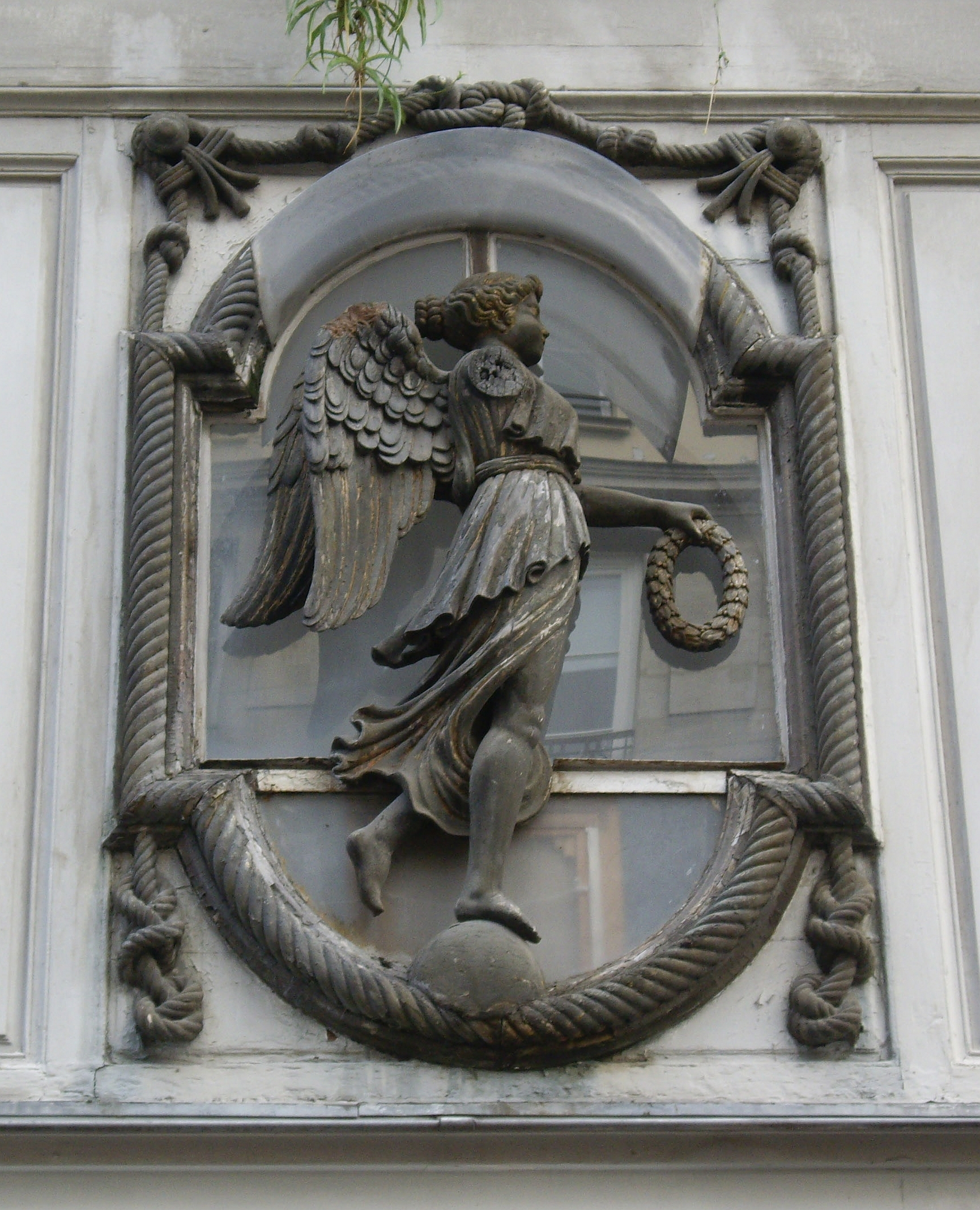
Sculpture au no 31.

## Pour approfondir

### Iconographie
- Vue perspective de l'illumination de la rue de la Ferronnerie du côté de la rue Saint-Denis, gravure de Martin Marvie (1713-1813) conservée au musée Carnavalet (voir en ligne).